# Motorola Xoom
Motorola Xoom je tablet od společnosti Motorola s operačním systémem Android. Na trh byl uveden 5. ledna 2011. Byl to první tablet s verzí Androidu Android 3.0 Honeycomb. Verze 3G byla vydána 24. února 2011 a verze Wi-Fi byla vydána 27. března 2011. Tablet byl vydán současně s dalšími třemi produkty: Motorola Atrix, Motorola Droid Bionic aMotorola Cliq 2. CNET ho označil za „To nejlepší z CES“ v roce 2011.[zdroj?]